# Justa Peak
Der Justa Peak ist ein 490 m hoher Berg an der Nordküste Südgeorgiens. Er ragt südwestlich des Busen Point auf.
Wissenschaftler der britischen Discovery Investigations kartierten in 1928. Der Benennungshintergrund ist nicht überliefert. Möglicherweise leitet sich die Benennung vom englischen „Just a Peak“ für „Einfach ein Berg“ ab.